# Nieporównana przygoda niejakiego Hansa Pfaalla
Nieporównana przygoda niejakiego Hansa Pfaalla (ang. The Unparalleled Adventure of One Hans Pfaall) – jest nowelą Edgara Allana Poe opublikowaną w czerwcu 1835 roku na łamach miesięcznika Southern Literary Messenger. Została ona napisana przez autora w formie żartu. 
Poe planował ją kontynuować w dalszych częściach, ale został przyćmiony sławną serią artykułów Great Moon Hoax, które zaczęły się pojawiać od 25 sierpnia 1835 roku na łamach dziennika New York Sun. Poe pisał później, że nonszalancki ton historii ułatwił wykształconym czytelnikom przejrzenie owej żartobliwej konwencji.

## Fabuła
Historia zaczyna się dostarczeniem tłumowi zgromadzonemu w Rotterdamie manuskryptu, w którym opisana została podróż człowieka zwanego Hans Pfaall. Manuskrypt, który stanowi o głównej części historii, przedstawia szczegółowo, jak Pfaall zdołał dotrzeć na Księżyc przy pomocy rewolucyjnego nowego balonu i  urządzenia, które sprężało próżnię kosmiczną w powietrze do oddychania. Podróż zajęła mu 19 dni, a nowela dostarcza opisów Ziemi widzianej z kosmosu, jak i opisów schodzenia do gorących warstw wulkanicznego satelity. Pfaall zataja większość informacji dotyczących powierzchni Księżyca i jego mieszkańców, aby wynegocjować ułaskawienie od burmistrza po serii kilku morderstw, które popełnił, gdy opuszczał Ziemię (na jego wierzycielach, którzy zaczęli się denerwować). Po przeczytaniu manuskryptu, władze miasta zgadzają się na uniewinnienie Pfaalla, ale posłaniec, który przynosi im tekst (podobno mieszkaniec księżyca) zaginął i nie są oni w stanie nawiązać ponownej komunikacji z Pfaallem.

## Wpływ
Historia Poe mogła mieć wpływ na powieść Juliusza Verne pt. Z Ziemi na Księżyc, który zdaje się opowiadać ową historię na nowo.

## Adaptacje
Nieporównana przygoda niejakiego Hansa Pfaalla była jednym z elementów składowych filmu Historie niesamowite Rogera Vadima.